# Thrassis spenceri
Thrassis spenceri är en loppart som beskrevs av Wagner 1936. Thrassis spenceri ingår i släktet Thrassis och familjen fågelloppor.

## Underarter
Arten delas in i följande underarter:
- T. s. spenceri
- T. s. alpinus